# Luis Schinko
Luis Schinko (* 12. Juli 2000 in Landshut) ist ein deutscher Eishockeyspieler, der seit Juli 2025 beim EHC Red Bull München aus der Deutschen Eishockey Liga (DEL) unter Vertrag steht und dort auf der Position des Stürmers spielt. Zuvor war Schinko bereits für die Grizzlys Wolfsburg in der DEL aktiv. Sein Vater Thomas Schinko war ebenfalls professioneller Eishockeyspieler.

## Karriere

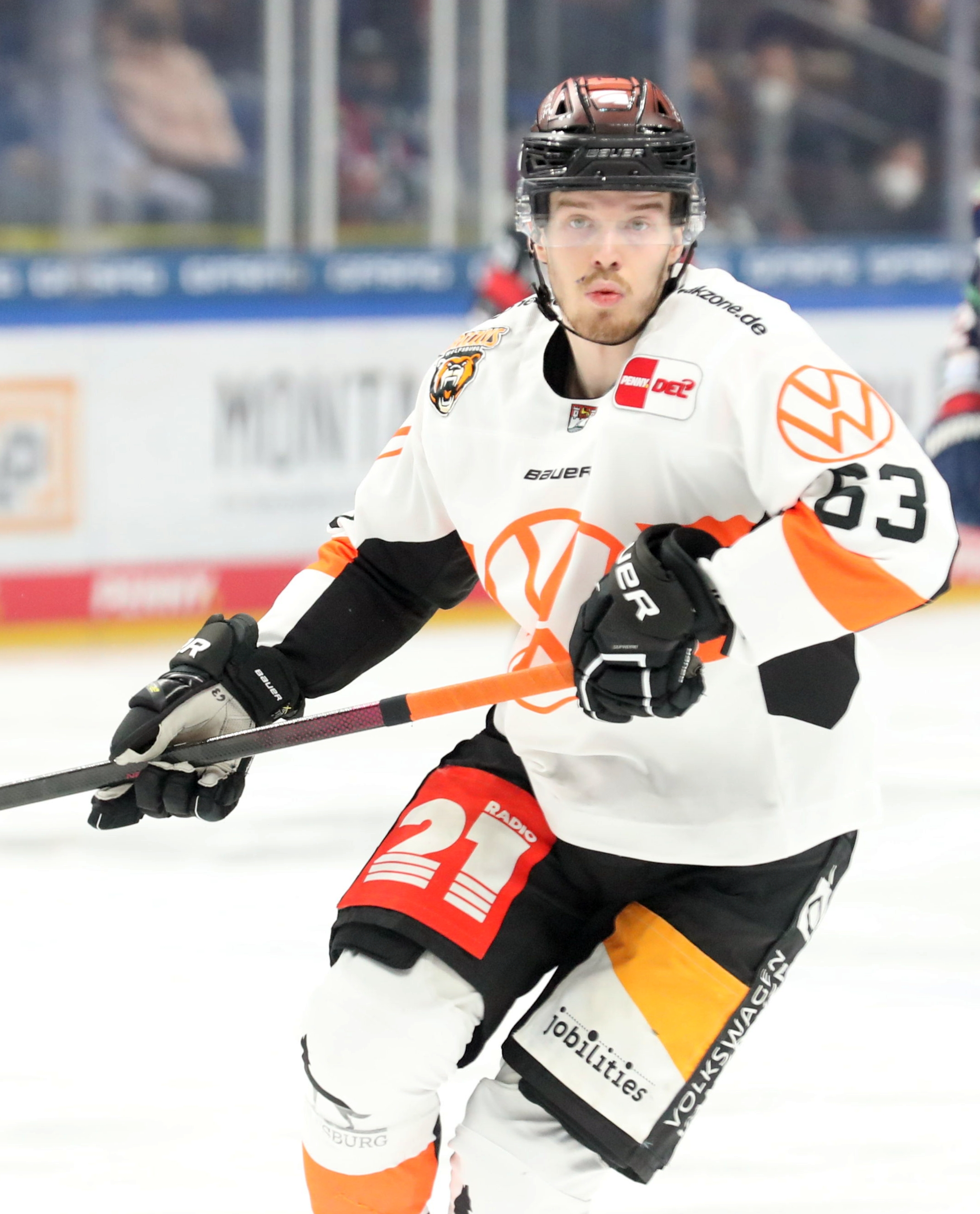
Schinko im Trikot der Grizzlys Wolfsburg (2022)

Schinko verbrachte seine Juniorenzeit im Nachwuchs des EV Landshut aus seiner Geburtsstadt. Dort hatte bereits sein Vater Thomas große Teile seiner Laufbahn als aktiver Eishockeyspieler absolviert. Bereits mit 14 Jahren war Luis Schinko als Stammspieler in der Landshuter U16-Mannschaft, die am Spielbetrieb der Schüler-Bundesliga teilnahm, gesetzt. Bereits im folgenden Spieljahr wurde der Stürmer regelmäßig in der U19-Mannschaft in der Deutschen Nachwuchsliga (DNL) eingesetzt und entwickelte sich über die folgende Saison hinaus zu einem der Führungsspieler im DNL-Kader. Im Verlauf des Spieljahres 2017/18 debütierte das Talent im Profikader des EVL in der drittklassigen Oberliga. Bereits in der Saison 2018/19 war er dort Stammspieler und feierte am Ende der Spielzeit den Gewinn der Oberliga-Meisterschaft, der verbunden mit dem Aufstieg in die DEL2 war.
Trotz des Aufstiegs in die zweithöchste deutsche Spielklasse verließ Schinko seinen Ausbildungsklub und wechselte zur Saison 2019/20 zu Landshuts zukünftigem DEL2-Ligakonkurrenten Löwen Frankfurt. Dort sammelte der junge Angreifer in zwei Spielzeiten insgesamt 50 Scorerpunkte in der Hauptrunde und machte damit auch die Vereine aus der Deutschen Eishockey Liga (DEL) auf sich aufmerksam. Daher sicherten sich im Mai 2021 die Grizzlys Wolfsburg aus der DEL die Dienste Schinkos, der aber der Spielzeit 2021/22 für Wolfsburg auflief. Parallel kam er – ausgestattet mit einer Förderlizenz – auch sporadisch für die Hannover Scorpions in der Oberliga zu Einsatzminuten. Ab der Saison 2022/23 war der Offensivspieler ausschließlich für die Grizzlys im Einsatz. Dort erzielte er in den drei Spieljahren bis zum Ende der Spielzeit 2024/25 jeweils mehr als 20 Scorerpunkte. Im Sommer 2025 wechselte Schinko innerhalb der DEL zum EHC Red Bull München.

### International
Auf internationaler Ebene kam Schinko ab der Spielzeit 2015/16 für die Juniorennationalmannschaften des Deutschen Eishockey-Bundes zu Einsätzen. In der Folge absolvierte er mit der deutschen U18-Auswahl die U18-Junioren-Weltmeisterschaft der Division IA 2018, die die Deutschen auf dem zweiten Rang abschlossen. In fünf Turnierspielen erzielte er dabei ebenso viele Scorerpunkte. Zwei Jahre später nahm der Stürmer an der U20-Junioren-Weltmeisterschaft 2020 teil. Dabei punktete Schinko im Trikot des deutschen U20-Nationalteams zweimal.
Sein Debüt in der deutschen A-Nationalmannschaft feierte der Angreifer im Rahmen des Deutschland Cup 2022, als er in den drei Spielen des Miniturniers zwei Tore vorbereitete. Im folgenden Jahr nahm Schinko auch am Deutschland Cup 2023 teil. Des Weiteren  gehörte er in den Vorbereitungsphasen auf die Weltmeisterschaften der Jahre 2023 und 2024 zum Kader des Nationalteams.

## Erfolge und Auszeichnungen
- 2019 Oberliga-Meister und Aufstieg in die DEL2 mit dem EV Landshut

## Karrierestatistik
Stand: Ende der Saison 2024/25

### International
Vertrat Deutschland bei:
- U18-Junioren-Weltmeisterschaft der Division IA 2018
- U20-Junioren-Weltmeisterschaft 2020

(Legende zur Spielerstatistik: Sp oder GP = absolvierte Spiele; T oder G = erzielte Tore; V oder A = erzielte Assists; Pkt oder Pts = erzielte Scorerpunkte; SM oder PIM = erhaltene Strafminuten; +/− = Plus/Minus-Bilanz; PP = erzielte Überzahltore; SH = erzielte Unterzahltore; GW = erzielte Siegtore; 1 Play-downs/Relegation; Kursiv: Statistik nicht vollständig)